# Болеслав II Мазовецький
Болеслав II Мазовецький (пол. Bolesław II Mazowiecki; після 1251 — 20 квітня 1313) — князь мазовецький (1262—1275), плоцький (1262—1313), черський (1262—1313) і сандомирський (1288—1289). Князь краківський (в 1288 і 1289 роках). Молодший син князя мазовецького і серадзського Земовита I і Переяслави Галицької, дочки Данила Романовича.

## Біографія
У 1262 році після смерті свого батька, мазовецького князя Земовита I, Болеслав разом зі своїм старшим братом, Конрадом успадкував Мазовецьке князівство. Спочатку за малолітніх братів правили в якості регентів їх мати Переяслава Данилівна і Великопольский князь, Болеслав Побожний. У 1275 році за новим розділом князівства Болеслав отримав в спадкове володіння частину Мазовії зі столицею в Плоцьку. Почав міжусобну боротьбу за владу з своїм братом Конрадом Черським і уклав військовий союз з великим князем литовським Тройденом та в 1279 році одружився з його дочкою Гаудемундою. Також Болеслав уклав військово-політичний союз зі своїм двоюрідним братом, князем брест-куявським Владиславом Локетком.
30 вересня 1288 бездітним помер князь краківський, сандомирський і серадзський, Лешек II Чорний (бл. 1241—1288), двоюрідний брат Болеслава Плоцького. Малопольські магнати запросили Болеслава на князювання до Кракова і Сандомира. Однак про свої претензії на краківське князювання оголосив вроцлавський князь Генрик IV Праведний.

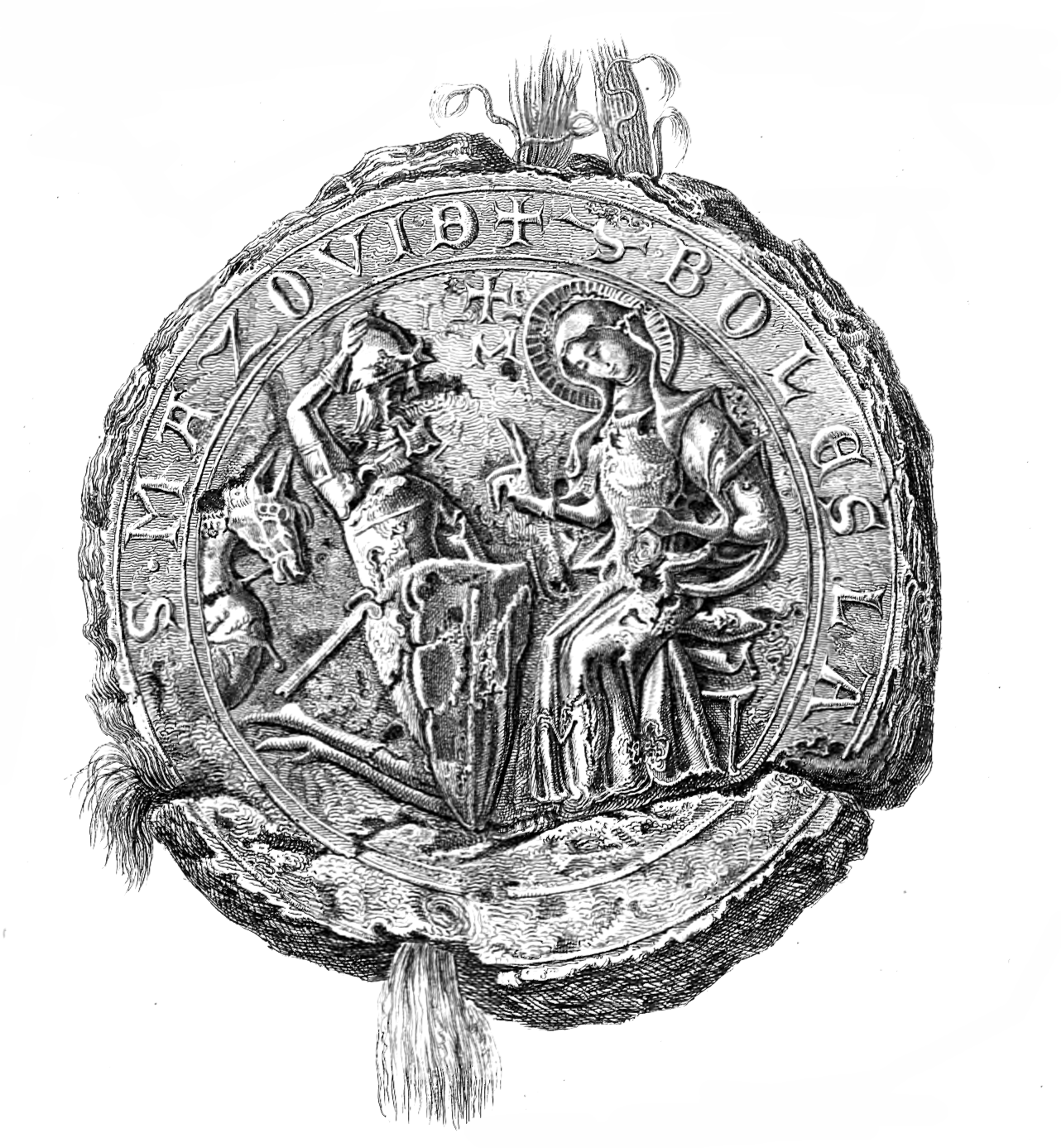
Печатка Болеслава II

На початку 1288 року Болеслав зі своїм військом зайняв Краків і Сандомир. У лютому 1289 року його за допомогою князя Владислава Локетек, Казимира Ленчицького і галицько-волинських князів розгромило у битві під Севером об'єднане військо трьох сілезьких князів, прихильників Генріха Пробуса. Однак королівський замок Вавель був переданий місцевими жителями Генріху Пробусу. Незабаром на його бік перейшли і малопольські магнати, який зайняв краківський престол.
У 1289 році Болеслав втратив Сандомирське князівство, зайняте Генріхом IV. Болеслав відмовився від подальшої боротьби за краківський престол і передав свої династичні претензії на Малопольщу двоюрідному братові і союзнику Владиславу Локетку. У 1291 році Болеслав вдруге одружився з Кунегундою Чеською (1265—1321), дочкою чеського короля Оттокара II Пржемиславича. У 1291 році чеський король Вацлав II, швагер Болеслава, захопив Краків та окупував всю Малопольщу. У жовтні 1294 роки після смерті свого старшого брата, черського князя Конрада II, Болеслав Плоцкий приєднав до своїх володінь Черську землю.
У 1295 році Болеслав Плоцкий був присутній при коронації Великопольського князя Пшемисла II (1295—1296). У 1296 році брав участь у війні Владислава Локетка з глогувським князем Генріхом III за володіння Великопольщею. У 1300 році чеський король Вацлав II, який завоював Малу і Велику Польщу, з великим військом вторгся в Мазовію та спустошив околиці Плоцька. Болеслав змушений був відмовитися від свого альянсу з Владиславом Локетком і визнав Вацлава ІІ королем Польщі. У 1310 році Болеслав виділив окремі уділи для двох своїх старших синів: Земовита (отримав від батька Варшаву) і Тройдена (успадковував Черську землю).

## Сім'я та діти
1-а дружина з 1279 року — Гаудемунда-Софія, дочка великого князя литовського, Тройдена.

Діти:
- Земовит II (1283—1345) — князь варшавський, равський і ломжинський.
- Тройден I (1284/1286—1341) — князь черський і варшавський.
- Анна — дружина легницького князя Владислава.

В 1291 році одружився вдруге з Кунегундою, дочкою чеського короля Пшемислава Оттокара ІІ.
Діти:
- Вацлав 1293—1336) — князь плоцький,
- Єфросинія (1292—1328/1329) — дружина князя освенцімського Владислава,
- Берта (після 1299 — після 1311) — черниця кляштору Св. Юрія бенедиктинок у Празі.